# Пузыри (озеро)
Пузыри — озеро на территории Лендерского сельского поселения Муезерского района Республики Карелия.
Площадь озера — 0,7 км². Располагается на высоте 190,5 метров над уровнем моря.
Форма озера продолговатая, вытянуто с севера на юг. Берега озера каменисто-песчаные, местами заболоченные.
Впадая с севера и вытекая с юга, через озеро протекает река Хаапайоки.
С востока в озеро втекает безымянный ручей, вытекающий из озера Каппала.
Населённые пункты возле озера отсутствуют. Ближайший — посёлок при станции Лендеры — расположен в 26 км к северу от озера.
Озеро расположено в 0,25 км от Российско-финляндской границы.
Код объекта в государственном водном реестре — 01050000111102000011301.